# Scultura architettonica

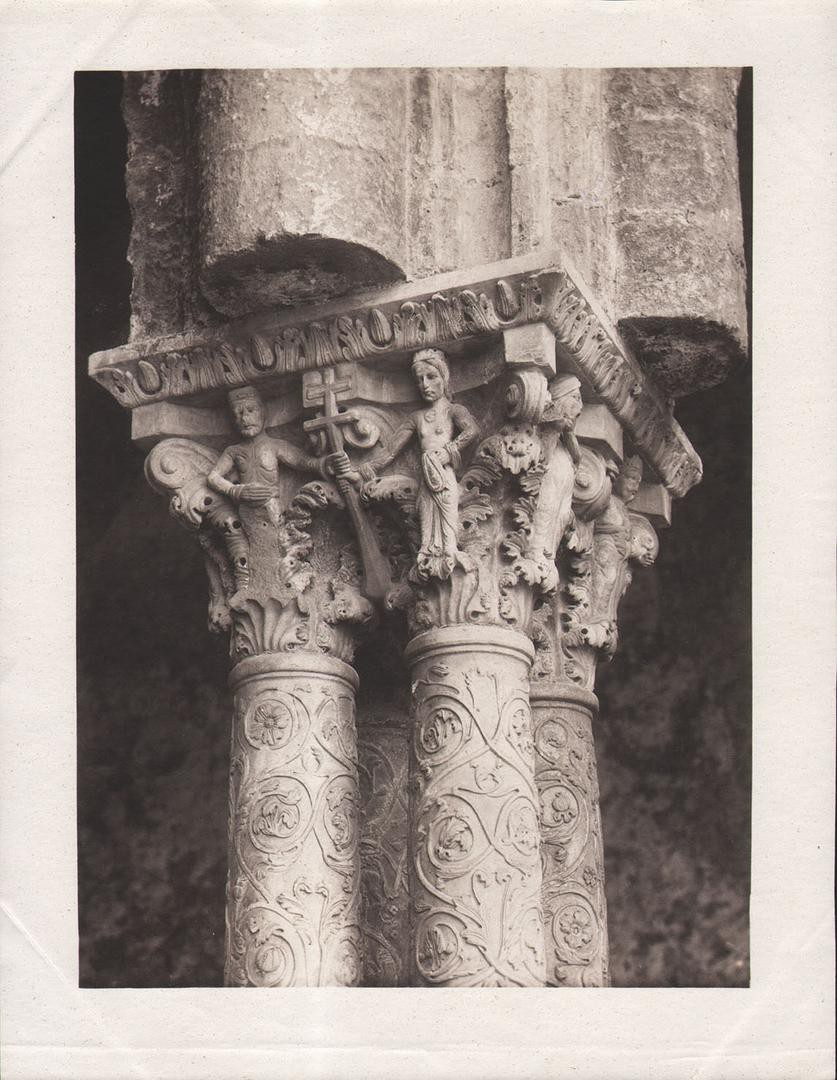
Capitello del chiostro del duomo di Monreale

La scultura architettonica è l'insieme di tecniche scultoree finalizzate alla decorazione di un edificio. Sebbene le sculture di questo tipo siano spesso integrate nella struttura, non mancano esempi di opere autoportanti che fanno parte del progetto originale. Pertanto, quello di "scultura architettonica" è un concetto strettamente legato a quello di "scultura monumentale".